# Chavagnes-en-Paillers
Chavagnes-en-Paillers ist eine Gemeinde in Frankreich. Sie liegt in der Region Pays de la Loire im Département Vendée ca. 50 km südöstlich von Nantes, am Fluss Petite Maine. Sie gehört zum Kanton Montaigu-Vendée im Arrondissement La Roche-sur-Yon. Ihre 3648 Einwohner (Stand 1. Januar 2022) werden Chavagnais und Chavagnaises genannt.
Im 19. Jahrhundert wurden hier von Pater Louis-Marie Baudouin zwei klerikale Kongregationen gegründet: die Ursulines de Jésus (Ursulinen von Jesus) und die Fils de Marie Immaculée (Söhne der Unbefleckten Jungfrau Maria). Aus dem von Baudouin gegründeten Priesterseminar ging das heutige internationale katholische Internat Chavagnes International College hervor.
Seit 1988 finden die 100 km de Vendée statt, ein Ultramarathon, in dessen Rahmen 1999 die 100-km-Straßenlauf-Weltmeisterschaften ausgetragen wurden.

## Persönlichkeiten
- Étienne Baudry (* 1940), Abt des Klosters Bellefontaine von 1987 bis 2004.